# ماندریا
ماندریا (به لاتین: Mandria) یک منطقهٔ مسکونی در قبرس است که در ناحیه لیماسول واقع شده‌است. ماندریا ۷۰۰ نفر جمعیت دارد.